# Eva Janko
Eva Janko, nata Eva Egger (Floing, 24 gennaio 1945), è un'ex giavellottista austriaca.

## Biografia
Nel 1968 prese parte ai Giochi olimpici di Città del Messico, dove conquistò la medaglia di bronzo nel lancio del giavellotto. Partecipò anche alle due successive olimpiadi, arrivando sesta a Monaco di Baviera 1972 e nona a Montréal 1976.
Ottenne la sua migliore prestazione nel lancio del giavellotto a Innsbruck nel 1973 con la misura di 61,70 m, che è ancora record nazionale dell'Austria. È stata sedici volte campionessa nazionale, di cui tredici nel lancio del giavellotto.
È la madre del calciatore della nazionale austriaca Marc Janko, nato dall'unione con l'atleta Herbert Janko, specialista del salto in alto.

## Record nazionali
- Lancio del giavellotto: 61,80 m ( Innsbruck, 1973)

## Palmarès
| Anno | Manifestazione  | Sede              | Evento                 | Risultato | Prestazione | Note |
| ---- | --------------- | ----------------- | ---------------------- | --------- | ----------- | ---- |
| 1968 | Giochi olimpici | Città del Messico | Lancio del giavellotto | Bronzo    | 58,04 m     |      |
| 1972 | Giochi olimpici | Monaco di Baviera | Lancio del giavellotto | 6ª        | 58,56 m     |      |
| 1976 | Giochi olimpici | Montréal          | Lancio del giavellotto | 9ª        | 57,20 m     |      |

## Campionati nazionali
- 1 volta campionessa austriaca assoluta del getto del peso (1968)
- 13 volte campionessa austriaca assoluta del lancio del giavellotto (1968, 1970 e dal 1972 al 1982)
- 2 volte campionessa austriaca assoluta del pentathlon (1967, 1972)